# مطار جينان الدولي
مطار جينان الدولي (بالإنجليزية: Jinan Yaoqiang International Airport) (إياتا: TNA، إيكاو: ZSJN) يقع في مدينة جينان في جمهورية الصين الشعبية. صنف مطار جينان الدولي في المرتبة الثانية والعشرون في الصين من حيث عدد الركاب عام 2011 وفقًا لإدارة الطيران المدني في الصين، حيث تعامل مع 7,879,707 راكب، وبلغ إجمالي حركة الطائرات (القادمة والمغادرة) 62,520 طائرة وقد بلغت كمية البضائع المنقولة عبر المطار 76,491 طن.

## شركات الطيران الوجهات

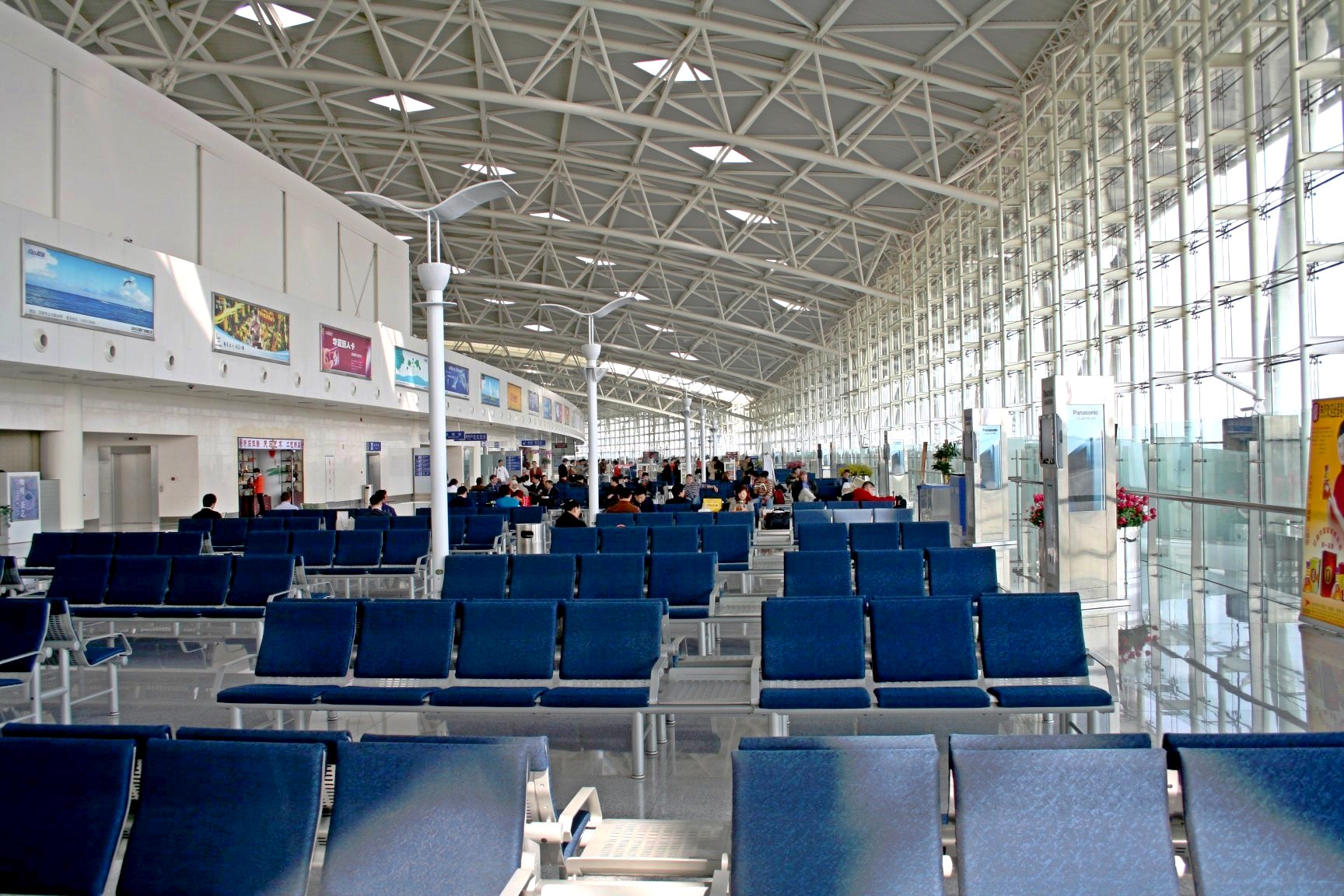
مبنى الركاب

| شركـات طيـران             | الوجهات |
| ------------------------- | --- |
| Air Chang'an              | مطار فوتشنغ بيهاي، مطار تشانغشا هوانغوا الدولي |
| طيران الصين               | مطار تشنغدو شوانغليو الدولي |
| Air Guilin                | مطار قويلين يانغ جيانغ الدولي، مطار شيشوانغباننا غاسا |
| خطوط العاصمة بكين الجوية  | مطار هايكو ميلان الدولي، مطار ساني ليجيانغ، مطار سانيا فينيكس الدولية، مطار شنيانغ الدولي، Wuhu |
| Chengdu Airlines          | مطار تشانغشا هوانغوا الدولي، مطار جينغديو الجديد، مطار قوييانغ لونغدونغابو الدولي، مطار هايلار دونغشان، مطار هاربين الدولي، مطار هوهوت بايتا الدولي، مطار ينتشوان خه دونغ |
| خطوط شرق الصين الجوية     | مطار تشانغتشون الدولي، مطار تشنغدو شوانغليو الدولي، مطار تشونغتشينغ جيانغبى الدولي، مطار قوانغتشو باييون الدولي، مطار هانغتشو شياوشان الدولي، مطار هاربين الدولي، مطار جياموسي دونغاجياو، مطار كونمينغ جانغشوي الدولي، مطار لوئهو يونلونغ، مطار نانتشانغ تشانغبى الدولي، مطار اوردوس إيجين هورو، مطار تشيتشيهار سانجيازي، مطار شانغهاي هونغكياو الدولي، مطار شانغهاي بودنغ الدولي، مطار شنيانغ الدولي، مطار ووهان الدولي، مطار شيامن قاوتشي الدولي، مطار شيان شيانيانغ الدولي، مطار شينينغ الدولي، مطار ييوو |
| طيران الصين اكسبرس        | مطار تشونغتشينغ جيانغبى الدولي |
| خطوط جنوب الصين الجوية    | مطار تشانغتشون الدولي، مطار تشانغشا هوانغوا الدولي، مطار قوانغتشو باييون الدولي، مطار هاربين الدولي، مطار كونمينغ جانغشوي الدولي، مطار شنيانغ الدولي، مطار شينزين باوان الدولي، مطار أورومتشي الدولي، مطار ووهان الدولي، مطار شيان شيانيانغ الدولي |
| Colorful Guizhou Airlines | مطار قوييانغ لونغدونغابو الدولي، مطار يبين واليانجي، مطار رينهواي ماوتاي |
| Dalian Airlines           | مطار تشانغشا هوانغوا الدولي، مطار داليان الدولي |
| Donghai Airlines          | مطار شينزين باوان الدولي، مطار ييتشانغ سانشيا |
| طيران جي إكس              | مطار قانتشو هوانتشين، مطار زيجانغ، مطار نانينغ الدولي، مطار ييتشانغ سانشيا |
| خطوط هاينان الجوية        | مطار تشانغشا هوانغوا الدولي، مطار هايكو ميلان الدولي، مطار هاربين الدولي، مطار سانيا فينيكس الدولية، مطار شنيانغ الدولي، مطار شينزين باوان الدولي، مطار أورومتشي الدولي، Zhanjiang |
| Jiangxi Air               | مطار نانتشانغ تشانغبى الدولي، مطار شنيانغ الدولي |
| Kunming Airlines          | مطار هاربين الدولي، مطار كونمينغ جانغشوي الدولي |
| طيران لونج                | مطار قانتشو هوانتشين، مطار قوييانغ لونغدونغابو الدولي، مطار هاربين الدولي، مطار تشوهاى سانزو |
| خطوط لاكي الجوية          | مطار تشنغدو شوانغليو الدولي، مطار كونمينغ جانغشوي الدولي، مطار ساني ليجيانغ، مطار شيشوانغباننا غاسا |
| Qingdao Airlines          | مطار تشانغتشون الدولي، مطار فوتشو تشانغله الدولي |
| Ruili Airlines            | مطار داليان الدولي، مطار هايلار دونغشان، مطار هاربين الدولي، مطار كونمينغ جانغشوي الدولي، Wuhu، مطار شيشوانغباننا غاسا |
| سكوت للطيران              | مطار شانغي سنغافورة |
| خطوط شاندونغ الجوية       | مطار تشانغبايشان، مطار تشانغتشون الدولي، مطار تشانغشا هوانغوا الدولي، مطار تشنغدو شوانغليو الدولي، مطار جينغديو الجديد، مطار تشيفنغ يولونغ، مطار تشونغتشينغ جيانغبى الدولي، مطار داليان الدولي، مطار داتونغ يونغانغ، مطار فوتشو تشانغله الدولي، مطار قوانغتشو باييون الدولي، مطار قويلين يانغ جيانغ الدولي، مطار قوييانغ لونغدونغابو الدولي، مطار هايكو ميلان الدولي، مطار هانغتشو شياوشان الدولي، مطار هاربين الدولي، مطار هينغيانغ نانيوي، مطار هوهوت بايتا الدولي، مطار هونغ كونغ الدولي، مطار هويزهو، مطار جييانغ شاوشان، مطار كاشغر الدولي، مطار كونمينغ جانغشوي الدولي، مطار لانتشو تشونغ تشوان، مطار ساني ليجيانغ، مطار يوتشو بيلين، مطار ميانيانغ نانيجو، مطار نانتشانغ تشانغبى الدولي، مطار نانينغ الدولي، مطار جينجيانغ تشيوانتشو، مطار قوزهو، مطار سانيا فينيكس الدولية، مطار إنتشون الدولي، مطار شانغهاي هونغكياو الدولي، مطار شانغهاي بودنغ الدولي، مطار شيانغراو سانغينغشان، مطار شنيانغ الدولي، مطار شينزين باوان الدولي، مطار شيهيان ودانغشان، مطار تايتشو وقياو، مطار ناريتا الدولي، مطار أورومتشي الدولي، مطار وانتشو وتشياو، مطار يهاي داسهويبو، مطار ونزهو يونجقيانج الدولي، مطار ووهان الدولي، Wulong، مطار يشان، Wuzhou، مطار شيامن قاوتشي الدولي، مطار شيان شيانيانغ الدولي، مطار شينينغ الدولي، Yan'an، مطار يانتاي جاوشوي الدولي، مطار ينتشوان خه دونغ، مطار تشانغجياجيه هيهوا، مطار تشوشان بوتوشان، مطار تشوهاى سانزو، مطار رينهواي ماوتاي |
| خطوط شانغهاي الجوية       | مطار ونزهو يونجقيانج الدولي |
| خطوط شينزين الجوية        | مطار قوانغتشو باييون الدولي، مطار شينزين باوان الدولي |
| خطوط سيتشوان الجوية       | مطار تشانغتشون الدولي، مطار تشنغدو شوانغليو الدولي، مطار جينغديو الجديد، مطار تشونغتشينغ جيانغبى الدولي، مطار غوانغيون بانلونغ، مطار قوييانغ لونغدونغابو الدولي، مطار هاربين الدولي، مطار جييانغ شاوشان، مطار كونمينغ جانغشوي الدولي، مطار لانتشو تشونغ تشوان، مطار سانيا فينيكس الدولية، مطار شيان شيانيانغ الدولي، مطار شيشوانغباننا غاسا |
| سبرينغ (شركة طيران)       | مطار داليان الدولي، مطار قويلين يانغ جيانغ الدولي، مطار شنيانغ الدولي، مطار شينزين باوان الدولي، مطار ونزهو يونجقيانج الدولي، مطار يويانغ |
| خطوط سوبارنا الجوية       | مطار قوييانغ لونغدونغابو الدولي، مطار ميانيانغ نانيجو، مطار شينزين باوان الدولي، مطار شانغينغ ليوجي |
| Thai Lion Air             | مطار دون موينغ |
| خطوط تيانجين الجوية       | مطار قوييانغ لونغدونغابو الدولي، مطار شيان شيانيانغ الدولي، مطار يولين يو يانغ |
| طيران التبت               | مطار تشانغشا هوانغوا الدولي، مطار هلسنكي فانتا، مطار لاسا الدولي، مطار نانشونغ غاوبينغ، مطار شيغاتسي بيس، مطار شيان شيانيانغ الدولي |
| T'way Air                 | مطار إنتشون الدولي |
| أورومتشي للطيران          | مطار تشيتشيهار سانجيازي، مطار شنيانغ الدولي، مطار أورومتشي الدولي |
| West Air ‏                 | مطار جينغديو الجديد، مطار تشونغتشينغ جيانغبى الدولي، مطار قوييانغ لونغدونغابو الدولي، مطار هوهوت بايتا الدولي، مطار جينجيانغ تشيوانتشو، مطار شينزين باوان الدولي |
| خطوط زيامن الجوية         | مطار تشانغتشون الدولي، مطار تشانغشا هوانغوا الدولي، مطار داليان الدولي، مطار فوتشو تشانغله الدولي، مطار هاربين الدولي، مطار جينجيانغ تشيوانتشو، مطار أورومتشي الدولي، مطار شيامن قاوتشي الدولي |